# フリー 無料からお金を生みだす新戦略
『フリー 無料からお金を生みだす新戦略』（フリー むりょうからおかねをうみだすしんせんりゃく、Free: The Future of a Radical Price）は、クリス・アンダーソンの著書。

## 概要
2009年11月26日にNHK出版から出版。この書籍は世界25カ国で出版され、日本では20万部のベストセラーであった。
この書籍は発売日の前である11月13日から発売日までに1万人に限定してインターネットで本文の全文を公開するということをしていた。この発売日より前に本文の全文を公開するというのは初の試みであった。英語版は同年7月に発売されたのだが、この前にデジタル形式で無料公開すれば30万件がダウンロードされ、ニューヨーク・タイムズのベストセラーにランキングされていた。当初は無料でダウンロードできるようにすれば、売上が落ちてしまうのではという懸念の声もあった。だが本の売れ行きは2010年10月の時点で9刷14万部と好調であった。無料ダウンロードは開始されてから43時間で1万人に達した。
この書籍が出版された時点での一世代より上の人にはただほど高いものはないという観念が染み付いているのに対して、この時の若者にはただに対しての抵抗感はなく、ただが常識になっていた。これには21世紀になりデジタル化されたことが境目にある。リアル店舗では死に筋となっている商品が、インターネットショッピングでは収益の源泉になっているという事実を突き止めた著者が、無料に着目していかにビジネスとして成立するかを明らかにしている。
無料の周辺ではいくらでも金を稼ぐ方法があると指摘している。無料にしたならばこのことにより評判や注目が集められるようになるため、潤沢なものを無料にしてその近くに希少なものがあればそれに喜んで大金を出して買っていただけると説いている。この時に注目されていたフリーミアムという無料にすることによって人をひきつけて、有償のバージョンも用意することもこのことである。
2009年11月20日にはこの書籍の出版を記念したトークイベントが東京都内で実施された。このイベントのモデレーターは書籍の監修・開設を担当した小林弘人であり、パネリストとして複数の実業家が登壇した。